# Kalasjnikov (film)
Kalasjnikov (russisk: Калашников) er en russisk spillefilm fra 2020 af Konstantin Buslov.

## Medvirkende
- Yuri Borisov som Mikhail Kalasjnikov
- Olga Lerman som Jekaterina 'Katja' Moisejeva
- Artur Smoljaninov som Vasilij Ljutyj
- Eldar Kalimulin som Aleksandr Zajtsev
- Vitalij Khajev som Pavel Kurbatkin